# The School
The School é uma banda de indie pop, formada em 2007 em Cardiff, País de Gales.

## Discografia

### Singles
- "All I Wanna Do"/"Valentine" (Elefant Records, 2008)
- "Let It Slip EP" (Elefant Records, 2008)

### Álbuns
- Loveless Unbeliever (Elefant Records, 2010)[1]